# Malmö Raceway
Malmö Raceway, tidigare Veidec Raceway, är en dragracingbana som ligger i Malmö. Den öppnade i maj 2004, då under namnet "Meca Raceway".
Banan är 201,17 m, banrekordet är sedan september 2015 3.71 s och 325 km/t. 